# Rosina van Hamme
Rosina van Hamme, född 1822, död 1910, var en nederländsk ballerina. 
Hon var engagerad vid Amsterdamse Schouwburg 1847–1855. Hon tillhörde sin samtids mer uppmärksammade artister.  